# María Novo
María Novo Villaverde (La Coruña, Galicia, España) es catedrática emérita de la Universidad Nacional de Educación a Distancia, escritora, poeta, y pintora. Su trabajo se centra en medio ambiente y la educación ambiental; complejidad y desarrollo sostenible; relaciones ciencia/arte, y mujer y medio ambiente. Ha obtenido premios significativos, destacando el Premio Internacional N´aitum en 2007 y la Distinción de la Fundación Fernando González Bernáldez por su trayectoria profesional (2019), y el premio de Ética Ecológica Nicolás M. Sosa (AEEA) en 2025.

## Biografía
Desde niña tuvo una relación directa con su entorno natural. Hasta los 7 años no fue al colegio, ello le influyó durante toda su vida respecto al proceso de adquisición y construcción del conocimiento en la naturaleza.
Su activismo como ecologista comenzó de joven con la defensa frente a la especulación urbanística del Monte de Santa Margarita, en La Coruña. Docente e investigadora prolífica ha publicado más de un centenar de trabajos científicos, además de su producción literaria como poeta y narradora. Ambas dimensiones, la artística y la ambientalista han inspirado toda su obra, su producción científica y su visión del mundo.  Conciliando su vida profesional y familiar, ha desarrollado una carrera en la que hubo de armonizarlas constantemente, lo que refleja en distintas obras dedicadas a la mujer.
En el año 2000 creó, junto a otros profesionales y artistas, el proyecto Ecoarte, que establece las bases para el diálogo Ciencia y Arte, como mecanismo generador de respuestas creativas a la problemática ambiental y del desarrollo sostenible. En 2001, el Proyecto se presentó internacionalmente en la UNESCO (París). Consciente del ritmo acelerado de la sociedad contemporánea, en 2007 fue fundadora, con varios colegas, del movimiento Slow People, que reúne los conceptos de tiempo y sostenibilidad para una desaceleración de las pautas de producción y consumo de la forma de vida de las sociedades occidentales.

## Trayectoria
María Novo es un referente en la educación ambiental, de la que fue una pionera en España. Catedrática de esta materia en la UNED y fundadora del Proyecto Ecoarte, para Novo siempre ha sido fundamental divulgar el conocimiento que ha adquirido a través de sus investigaciones y su propia evolución personal. Frente a los modelos que ensalzan lo grande, lo lejano y lo rápido, Novo  apuesta por lo pequeño, lo cercano y lo lento; por reducir la velocidad de los procesos y relocalizar nuestras formas de vida

### Carrera docente e investigadora
Doctora en Filosofía y Ciencias de la Educación, ha sido directora titular de la Cátedra Unesco de Educación Ambiental y Desarrollo Sostenible de la Universidad Nacional de Educación a Distancia (UNED) desde su creación en 1996 hasta 2023. Tras su jubilación es presidenta honoraria. Ha publicado numerosos trabajos científicos en revistas acreditadas, participando en múltiples proyectos de investigación y realizando estancias de investigación en la Unesco, París; en el CNR (Consiglio Nazionalle delle Ricerche) de Roma; y en el Trinity College de Dublín. Ha trabajado como Consultora de la Unesco en proyectos internacionales y nacionales, y es miembro del Club de Roma (Capítulo Español).
Pionera de la Educación Ambiental en España, su tesis doctoral fue la primera tesis sobre este tema de la universidad española. Ha formado a varias generaciones de profesionales, gestores y políticos, en la temática ambiental y del desarrollo sostenible, en España y Latinoamérica. Durante 25 años dirigió el Máster Internacional en Educación Ambiental y Desarrollo Sostenible (1990- 2015) de la Universidad Nacional de Educación a Distancia (UNED).  
Ha publicado más de un centenar de obras científicas entre libros, capítulos de libros y artículos sobre medio ambiente, educación ambiental y desarrollo sostenible.  
Ha impartido un considerable número de conferencias sobre medio ambiente, desarrollo, ciencia y arte, pensamiento complejo, mujer y naturaleza…, así como cursos y seminarios en varias universidades e instituciones americanas y europeas. Ha sido ponente invitada en más de 100 congresos internacionales. Es asesora especial de la Earth Charter International y forma parte del comité científico de numerosos congresos españoles e internacionales. También ha sido asesora científica y realizadora de diversos programas de televisión sobre medio ambiente.

### Escritora
Bajo el seudónimo “María Lago”, publicó su primer libro de poemas "Yo no se” en el que se esboza la duda y la búsqueda que le acompañará a lo largo de toda su carrera. Además de su obra científica, también ha dedicado parte de su creatividad a la creación artística: la poesía, el relato y la pintura.
Tras fundar con otros colegas el movimiento Slow People en 2007, publicó el libro Despacio, despacio: 20 razones para ir más lentos por la vida (2010), un ensayo sobre el tiempo, al que seguirían Conversaciones (obra colectiva - 2012), El éxito vital: apuntes sobre el arte del buen vivir (2017), El coraje de decir no (2019), y La sociedad de las prisas (2023) .
Ha publicado 29 libros, de los cuales 16 son tratados y ensayos sobre medio ambiente, educación ambiental y sostenibilidad.  El resto son poesía, ensayo filosófico y relatos. Ha participado en un nutrido número de obras colectivas. Entre las publicaciones se muestran las más representativas.

### Pintora
Expuso su obra pictórica por primera vez en la Diputación de Sevilla en 1998 con la muestra comisariada "Microcosmos/Macrocosmos". En ella se establecieron las bases del proyecto EcoArte que promueve el diálogo entre Ciencia y Arte para mostrar la complementariedad de ambos discursos en la interpretación del medio ambiente y en la búsqueda innovadora de modelos de sostenibilidad. Desde entonces ha expuesto sus pinturas en diversas instituciones y siempre ligada a la dimensión socioecológica..

#### Comisariado y Exposiciones
- Sevilla 1998. Diputación de Sevilla . Microcosmos/Macrocosmos (Ciencia, Arte y Medio Ambiente).
- París 2001. Unesco. EcoArte: Ciencia, Arte y Medio Ambiente.
- Alicante 2002. Caja de Ahorros del Mediterráneo . EcoArte: Ciencia, Arte y Medio Ambiente.
- Madrid 2003. Casa de Galicia. EcoArte: Ciencia, Arte y Medio Ambiente.
- Madrid 2004. Galería Orfila. EcoArte
- Málaga 2006. Ámbito Cultural. EcoArte.

## Premios y reconocimientos
- Premio Internacional N´aitun por su trabajo al frente de la Cátedra Unesco, con especial referencia al proyecto Ecoarte (2007).
- Premio de la Asociación de Televisión Educativa Iberoamericana (ATEI) al vídeo realizado por el CEMAV de la UNED y la Cátedra Unesco bajo su dirección “Verdades y mentiras sobre el cambio climático”. (2010).
- Distinción Fernando González Bernáldez, otorgada por la fundación del mismo nombre. (2019)
- Premio de Ética Ecológica Nicolás M. Sosa (2025). Asociación Española de Educación Ambiental.(2025)

## Publicaciones
Novo es una autora prolífica, con numerosas obras científicas, de divulgación y sensibilización, con monografías en los temas que maneja, tratados y ensayos y también poesía y narrativa. Cuenta con obra traducida a ocho idiomas.
Entre los artículos de divulgación y sensibilización que ha publicado en revistas indexadas destacan "La educación ambiental, una genuina educación para el desarrollo" (2009), "The dialogue between science and art in the construction of knowledge" (2012), en el informe Higher Education in the World 4 , "El papel del arte y de la educación. Cambiar en tiempos de incertidumbre"  (2017), y "Educación ambiental y transición ecológica"(2018). Junto con otros autores es de mencionar  "What Do We Imagine the Campuses of Tomorrow Will Be like?" 
En cuanto a las monografías, las más representativas son el Informe "Cambio Global España 2020`s. El reto es actuar" (2008) del que es coautora; el monográfico extraordinario de la Revista de Educación, Educar para el desarrollo sostenible (2009) del que es co-editora junto a Angeles Murga. Además fue la coordinadora y editora de una colección de 60 monografías temáticas para el Máster de Educación Ambiental (UNED) y de 20 vídeos que las acompañaban.
Entre los tratados y ensayos más destacables se encuentran Bases para una estrategia española de Educación Ambiental (1993), La educación ambiental: bases éticas, conceptuales y metodológicas (1995) Madrid que ha contado con 22 ediciones revisadas, la última de 2017; Ciencia, Arte y Medio Ambiente (2002) en el que es editora y autora de 2 capítulos; El desarrollo sostenible. Su dimensión ambiental y educativa (2006), Mujer y Medio Ambiente (2007), Despacio, despacio (2010), El éxito vital (2016) y  La sociedad de las prisas (2023). En este ensayo, Novo hace un diagnóstico de las sociedades en las que hay muchas obligaciones y distractores que secuestran el día a día, a la vez que desgrana algunas propuestas para reapropiarse del tiempo y llevar una vida más serena.
Su obra literaria incluye poemarios y narrativa: Libertad no conozco (Torremozas, 1991), Microcosmos (Diputación de Sevilla, 2000), Ellas, las invisibles (Algaba, 2003), Donde no habite el miedo (Litoral, 2011), de la que es coautora, y El arte del buen amar (2022). 

## Entrevistas y programas
- Entrevista en el World Environmental Education Congress, 17/05/2025
- El diario de la educación "La lógica del beneficio inmediato ha destruido la lógica de la vida" 28/04/2025
- RNE, entrevista en el programa "La observadora" de Teresa Viejo, 18/08/25
- Programa RNE 16/01/2020 “Solamente una Vez”
- RTVE Programa “La tarde en 24 horas, 23/1/2018
- Natura Hoy - 20/1/2018
- RNE Radio 5 Programa Reserva Natural. 19/4/2017
- UNED TV - Iniciativas de educación ambiental para la sostenibilidad. 1/6/2012
- Ethic - "Cuando nos roban tiempo, nos están robando libertad" 4/12/23